# روکو رید
روکو رید (انگلیسی: Rocco Reed؛ زادهٔ ۲۶ ژوئیهٔ ۱۹۸۲) بازیگر پورنوگرافی پیشین آمریکایی است.

## اوایل زندگی
رید در کلمبیا، کارولینای جنوبی زاده شد. وی اصالت ایتالیایی و یونانی دارد.
او به دانشگاه کارولینای جنوبی رفت و در آنجا در بسکتبال کالج بازی می‌کرد. وی دارای مدرکی در روانشناسی است. او همچنین در کالج تئاتر خواند.

## زندگی خصوصی
روکو رید زمانی با هنرپیشه پرونوگرافی آسا آکیرا نامزد بود. وی با اینکه در فیلم‌های پورنوگرافی گی بازی کرده‌است، اظهار کرده که همجنسگرا نیست.